# Лензан
Лензан (нем. Lensahn) — община в Германии, в земле Шлезвиг-Гольштейн. 
Входит в состав района Восточный Гольштейн. Подчиняется управлению Лензан.  Население составляет 4846 человек (на 31 декабря 2010 года). Занимает площадь 27,7 км².